# أذنية الدب
أذنية الدب أو الأركتوسية (الاسم العلمي: Arctotideae) هي قبيلة من النباتات تتبع أسرة الشيكوريات في الفصيلة النجمية.